# 860
| 860                |
| ------------------ |
| Dødsfald - Fødsler |
|                    |

| Gregoriansk kalender | 860 DCCCLX              |
| Ab urbe condita      | 1613                    |
| Armensk kalender     | 309 ԹՎ ՅԹ               |
| Kinesiske kalender   | 3556 – 3557 己卯 – 庚辰 |
| Etiopisk kalender    | 852 – 853               |
| Jødisk kalender      | 4620 – 4621             |
| Hindukalendere       |                         |
| - Vikram Samvat      | 915 – 916               |
| - Shaka Samvat       | 782 – 783               |
| - Kali Yuga          | 3961 – 3962             |
| Iransk kalender      | 238 – 239               |
| Islamisk kalender    | 245 – 246               |

Se også 860 (tal)

## Dødsfald
- 3. december - Abbo af Auxerre, fransk biskop.

| År | Spire Denne artikel om et år, årti, århundrede eller årtusinde er en spire som bør udbygges. Du er velkommen til at hjælpe Wikipedia ved at udvide den. |